# Романов Іоанн Костянтинович
Іоанн Костянтинович ((23 червня 5 липня] 1886 Павловська — 18 липня 1918 року, під Алапаєвськом, Пермська губернія) — син племінника Олександра II великого князя Костянтина Костянтиновича; чоловік Єлени Карагеоргійович, штабсротмістр лейб-гвардії Кінного полку, флігель-ад'ютант (1908), нагороджений Георгіївською зброєю за хоробрість, виявлену під час серпневих боїв 1915 року, під час виконання небезпечних для життя обов'язків ординарця при штабі 1-ї Гвардійської кавалерійської дивізії.

## Біографія
Іоанн належав до гілки династії Романових, що іменувалася Костянтинович. Він був її третім представником і первістком у великій родині великого князя Костянтина Костянтиновича, драматурга, поета, перекладача, «ховався» під добре запам'ятовуваним ініціальним літературним псевдонімом К. Р. Матір'ю Іоанна Костянтиновича була принцеса Єлизавета, герцогиня Саксонська, у шлюбі — велика княгиня Єлизавета Маврикіївна (1865—1927). Іоанн Костянтинович став першим князем імператорської крові Російського імператорського дому.
У Мармуровому палаці була влаштована дитяча частина в російському стилі, і навіть в кімнатах в ній були дані відповідні назви: спочивальня, гуляльня, мильна. Про атмосферу, в якій Іоанн, по-домашньому — Іоанчік, і його брати і сестри росли і виховувалися, можна отримати гарне уявлення за спогадами Гавриїла Костянтиновича: «Батько був з нами строгий і ми його боялися. „Не можу“ або „не хочу“ не повинні були для нас існувати. Але батько розвивав в нас і самостійність: ми повинні були робити все самі, іграшки тримати в порядку, самі їх класти на місце. Батько терпіти не міг, коли в російську мову вставляли іноземні слова, він бажав, щоб першим нашою мовою була російська. Тому і няні у нас були російські, і все у нас було по-російськи». Нащадкам великого князя змалку були щеплені початки православ'я, і все виховання їх йшло в повній відповідності канонами православної віри.
У дитинстві Іоанчик був дуже вразливий. За спогадами брата, перед сном до них приходив дядечко Дмитро Костянтинович, який теж жив у Мармуровому, і служив тоді в Кінній гвардії. Діти його дуже любили, «… бігли до нього назустріч і кидалися на шию. Дядечко любив іноді жартувати над нами. Показуючи Іоанчику кінець ременя, яким він затягував рейтузи, говорив, що це — його хвіст. При цьому Іоанчик мало не плакав, страшно боячись цього „хвоста“. Він також боявся шкури білого ведмедя з великою головою, що лежала в приймальному кабінеті батька, і плакав, коли його до неї підводили».
«Благочестивий, люблячий, ввічливий, скромний, трохи роззява, що не володіє даром слова, некмітливий, але зовсім не дурний і нескінченно добрий» — характеризував свого сина великий князь Костянтин Костянтинович у день його двадцятиріччя.
Закінчив Перший кадетський корпус (1905) і Миколаївське кавалерійське училище (1907). Був штабс-ротмістром лейбгвардії Кінного полку. Із 1908 року перебував флігель-ад'ютантом при царі.
Характерною рисою Іоанна Костянтиновича була його особлива схильність до всього церковного. Будучи людиною високої духовної налаштованості, він вирізнявся молитовний навіть у колі своєї дуже релігійної родини. Князь навіть думав присвятити себе духовній кар'єрі, але закохався, зустрівши сербську принцесу Олену.
Коли почалася Перша світова війна, Іоанн Костянтинович як справжній патріот пішов на фронт. На війну вирушили всі сини Костянтина Костянтиновича. Незабаром їх сім'я зазнала перших втрат: Олег Костянтинович загинув під Вільно.

## Шлюб і діти
2 вересня 1911 року Іван Костянтинович одружився з принцесою Оленою Петрівною Сербською (1884—1962), дочкою Петра I Карагеоргійовича і Зорки Чорногорської. У шлюбі народилося двоє дітей:
- Всеволод (1914—1973)
- Катерина (1915—2007)

## Смерть
Брав участь у Першій світовій війні. Князь був на фронті, коли в Росії відбувся Жовтневий переворот. Повернувшись до Петрограда, Іоанн був змушений підписати розписку про невиїзд. За декретом більшовиків від 26 березня 1918 князь Іоанн разом із братами Костянтином та Ігорем були вислані з Петрограда до Вятки, потім у Єкатеринбург, а 20 травня вони прибули в місто Алапаєвськ. Тут в ув'язненні в Підлоговій школі князі перебували два місяці. Олена Петрівна забажала поїхати з чоловіком, але їй було відмовлено. Князь Іван Костянтинович був убитий разом з іншими членами дому Романових 18 липня 1918 року, їх тіла були скинуті в одну з шахт під Алапаєвськом.

## Духовне життя
Після вступу в Алапаєвськ Білій армії тіла Романових були вилучені. Було встановлено, що рана князя, який упав на уступ шахти біля великої княгині Єлизавети Федорівни, була перев'язана частиною її апостольника. Пальці князя Іоанна були складені для хреста. У кишені пальто Іоанна Костянтиновича виявилася дерев'яна ікона середнього розміру, образ якого стертий, а на зворотному боці напис: «Ця свята ікона освячена» і «На молитовну пам'ять отця Іоанна Кронштадтського від ченця Парфенія. (Афонського Андріївського скиту)». Останки були поховані у квітні 1920 року при храмі святого Серафима Саровського в Пекіні. Російської православної Церкви за кордоном Князь Іоанн зарахований до лику Новомучеників Російських.
Багато фактів свідчать про те, що під час укладення Іоанн Костянтинович був висвячений у сан диякона і священика:
6 лютого 1918 року велика княжна Ольга Миколаївна повідомляла з Тобольська про те, що князь Іоанн Костянтинович «став іподияконом, здається, і піде далі. Страшно задоволений, але дружина того не схвалює».
У «Додатках до Церковних відомств» була зроблена така примітка: «3 березня в Іоанівському монастирі на Карпівці, під час архієрейської літургії, відбулася висвята в диякони Князя Іоанна Костянтиновича. Наступної неділі відбулося зведення його в сан ієрея. Іоанн Костянтинович одружений із сербською княжною Оленою Петрівною, з якої розлучається, приймає чернецтво і буде, як очікують, зведений у сан єпископа».
Цитоване повідомлення було незабаром спростовано: «Що з'явилося в різних газетах звістка про висвячення в диякони, а потім в ієреї князя Іоанна Костянтиновича неточно: Іоанн Костянтинович отримав лише право брати участь в богослужінні і надягати вбрання».
Згідно з відомостями, які дійшли до нас, у Вятці в Олександро-Невському соборі отець Іоанн співслужив священикам, співав на криласі. Надалі відомо про відвідини ним Катерининського кафедрального собору в Єкатеринбурзі. Ходив він і в церкву в Алапаївську під конвоєм червоноармійця.